# Нахождение Спасителя во Храме
«Нахождение Спасителя во Храме» (англ. The Finding of the Saviour in the Temple) — картина английского художника-прерафаэлита Холмана Ханта, созданная в 1860 году.

## Описание
Полотно иллюстрирует евангельское событие «Иисус среди учителей», описанное в Евангелие от Луки:

Каждый год родители Его ходили в Иерусалим на праздник Пасхи. И когда Он был двенадцати лет, пришли они также по обычаю в Иерусалим на праздник. Когда же, по окончании дней [праздника], возвращались, остался Отрок Иисус в Иерусалиме; и не заметили того Иосиф и Матерь Его, но думали, что Он идет с другими. Пройдя же дневной путь, стали искать Его между родственниками и знакомыми, и, не найдя Его, возвратились в Иерусалим, ища Его. Через три дня нашли Его в храме, сидящего посреди учителей, слушающего их и спрашивающего их; все слушавшие Его дивились разуму и ответам Его. И, увидев Его, удивились; и Матерь Его сказала Ему: Чадо! что Ты сделал с нами? Вот, отец Твой и Я с великою скорбью искали Тебя. Он сказал им: зачем было вам искать Меня? или вы не знали, что Мне должно быть в том, что принадлежит Отцу Моему? Но они не поняли сказанных Им слов. (Лк. 2:41-50)

Холмен Хант изображает момент, когда Мария и Иосиф находят Иисуса, а учителя обсуждают сказанные Им слова.

## История создания
Художник приступил к работе над этой картиной в 1854 году. Чтобы добиться этнографической точности, он отправился на Ближний Восток, где хотел использовать местных жителей в качестве моделей для картины, а также тщательно изучить еврейские обычаи и ритуалы. Из-за этого написание полотна сильно затянулось, поэтому Холмен Хант закончил его уже после возвращения в Англию, в 1860 году.